# Zájù
Il teatro Zájù (雜劇) è un genere dell'opera cinese apparso sotto la dinastia Tang (618-907) nella Cina settentrionale, e che raggiunse il culmine della diffusione sotto la dinastia Yuan (1279-1368). Il termine si riferisce al contenuto misto di questa forma teatrale: "Za" significa varietà, mentre "ju" fa riferimento ad un tipo di spettacolo composto di musica e recitazione.

## Struttura drammatica
I drammi erano divisi in più atti, con una struttura più semplice del dramma meridionale, Nánxì. Nello Zájù iniziarono a definirsi i ruoli standardizzati, maschili e femminili, che si consolidarono nella differenziazione in Dàn (旦, donna), Mo (末, uomo venerabile), Shēng (生, uomo giovane), Jìng (淨, viso dipinto) e Chŏu (丑, clown). Nello Zájù della dinastia Yuan, i personaggi del dramma erano generalmente quattro o cinque; a differenza del dramma meridionale, solo il personaggio principale femminile (Zhengdan) o maschile (Zhengmo) cantava i versi lirici, mentre gli altri personaggi parlavano soltanto.
I drammi Zájù erano composti di un preludio, chiamato yanduan, seguito dalla storia cantate e recitata, secondo lo schema noto come "quattro zhe ed uno xiezi", nel quale gli "zhe" erano la parte narrativa e musicale, e lo "xiezi" un intermezzo comico. La parte finale, chiamata  sanduan, zaban o zawang, era un insieme di brani comici e di numeri acrobatici. La musica proveniva in parte dal Daqu della dinastia Song, un genere di spettacolo che univa musica e danza, e in gran parte dal repertorio della musica popolare.
Della enorme produzione Zájù non restano oggi che una trentina di drammi, tutti pubblicati sotto la dinastia Yuan e riuniti in una raccolta denominata Yuánkān zájù sānshí zhòng (元刊雜劇三十種).
Il più importante autore del teatro Zájù della dinastia Yuan fu Guān Hànqīng (关汉卿), vissuto nel XIV secolo. Del suo ampio repertorio (scrisse circa 65 drammi), l'opera più nota è L'ingiustizia subita da Dou E (竇娥冤 Dòu É Yuān).

## Fonti e bibliografia
- Zaju and Southern Opera, su home.seechina.com.cn. URL consultato il 27 novembre 2007 (archiviato dall'url originale il 12 dicembre 2007).
- The Emergence of New Musical Genres and the overall Development of Vocal and lnstrumental Music (960 - 1911), su english.ccnt.com.cn (archiviato dall'url originale il 26 settembre 2014).
- Yuan Dynasty Zaju, su chinavoc.com. URL consultato il 6 maggio 2008 (archiviato dall'url originale il 9 maggio 2008).
- Dramas of the Yuan dynasty, su chinaculture.org. URL consultato il 6 maggio 2008 (archiviato dall'url originale il 2 dicembre 2008).
- Dolby, William. A history of Chinese drama. London, P. Elek, 1976
- Mackerras, Colin. Chinese theater : from its origins to the present day. Honolulu, University of Hawaii, c1983
- Savarese, Nicola. Il racconto del teatro cinese. Roma, NIS, 1997
- Tian Min, Stage directions in the performance of Yuan drama. In: «Comparative Drama», Western Michigan University, 22 September 2005